# (2338) Bokhan
(2338) Bokhan (1977 QA3; 1953 RH; 1956 EU; 1971 HG; 1975 ET2) ist ein Asteroid des äußeren Hauptgürtels, der am 22. August 1977 vom russischen (damals: Sowjetunion) Astronomen Nikolai Stepanowitsch Tschernych am Krim-Observatorium (Zweigstelle Nautschnyj) auf der Halbinsel Krim (IAU-Code 095) entdeckt wurde.

## Benennung
(2338) Bokhan wurde nach Nadezhda Antonovna Bokhan (* 1916) benannt, die Mitarbeiterin am Institute for Theoretical Astronomy in Sankt Petersburg zwischen 1944 und 1957 sowie zwischen 1965 und 1974 war. Sie leistete wertvollen Beitrag zur Erforschung von Asteroiden und zur Bahnerforschung des Enckeschen Komets.